# Kombinacja norweska na Mistrzostwach Świata w Narciarstwie Klasycznym 1937
Zawody w kombinacji norweskiej na X Mistrzostwach świata w narciarstwie klasycznym odbyły się dnia 12 lutego 1937 we francuskim Chamonix.

## Wyniki

### Skocznia normalna/18 km
- Data 12 lutego 1937

| Medal | Zawodnik                  | Narodowość     | Wynik  |
| ----- | ------------------------- | -------------- | ------ |
|       | Sigurd Røen               | Norwegia       | 441,10 |
|       | Rolf Kaarby               | Norwegia       | 429,20 |
|       | Aarne Valkama             | Finlandia      | 412,10 |
| 4     | Kaare Busterud            | Norwegia       | 406,70 |
| 5     | Gustav Berauer            | Czechosłowacja | 399,29 |
| 6     | Per Fossum                | Norwegia       | 394,26 |
| 7     | Bronisław Czech           | Polska         | 394,04 |
| 8     | Hallstein Sundet          | Norwegia       | 391,50 |
| 9     | František Šimůnek         | Czechosłowacja | 388,70 |
| 10    | Ernst Berger              | Szwajcaria     | 386,60 |
| 11    | Rudolf Vrána              | Czechosłowacja | 376,50 |
| 12    | Willy Bernath             | Szwajcaria     | 366,80 |
| 13    | Oswald Julen              | Szwajcaria     | 355,10 |
| ...   |                           |                |        |
| DNF   | Izydor Gąsienica-Łuszczek | Polska         | -      |
| ?     | Andrzej Marusarz          | Polska         | ?      |
| ?     | Stanisław Marusarz        | Polska         | ?      |